# Palpomyia aterrima
Palpomyia aterrima är en tvåvingeart som beskrevs av Jean-Jacques Kieffer 1921. Palpomyia aterrima ingår i släktet Palpomyia och familjen svidknott.
Artens utbredningsområde är Taiwan. Inga underarter finns listade i Catalogue of Life.